# Chiesa di Santa Maria Assunta in Cielo (Lusciano)
La Chiesa di Santa Maria Assunta in Cielo è la chiesa madre di Lusciano, in provincia di Caserta. Si trova in piazza San Giovanni Paolo II.

## Storia e descrizione
Originaria del XIV secolo. La facciata si articola in due ordini architettonici, divisi da una trabeazione. Il livello inferiore è o da quattro coppie binate di colonne di ordine Ionico, quello centrale più imponente ed alto; quelli laterali sormontati da lunette.
L'ordine superiore, si raccorda col livello sottostante con due volute, mentre la zona centrale forma un preciso quadrato. Sull'altare maggiore è collocata la statua della Madonna dell'Assunta, con putti alati poggianti su nuvole. Nella seconda cappella a destra sono collocati le statue e busti lignei, e soprattutto la statua e la reliquia del santo protettore san Luciano d'Antiochia.
Sul lato destro della chiesa si erge l'altissimo campanile costituito da cinque livelli (di cui l'ultimo ottagonale) che si conclude con una piccola cupola a pera. L'interno della chiesa di forma basilicale, è diviso in tre navate con tre absidi semicircolari. La navata centrale illuminata da alti finestroni, costituisce suo il nucleo più antico, di stile romanico, mentre le navate laterali da archi e volte a crociera a sesto acuto, sono del XIV secolo. Le pareti interne della chiesa sono state affrescate da Luigi Torelli nel 1942.